# Valdefuentes del Páramo

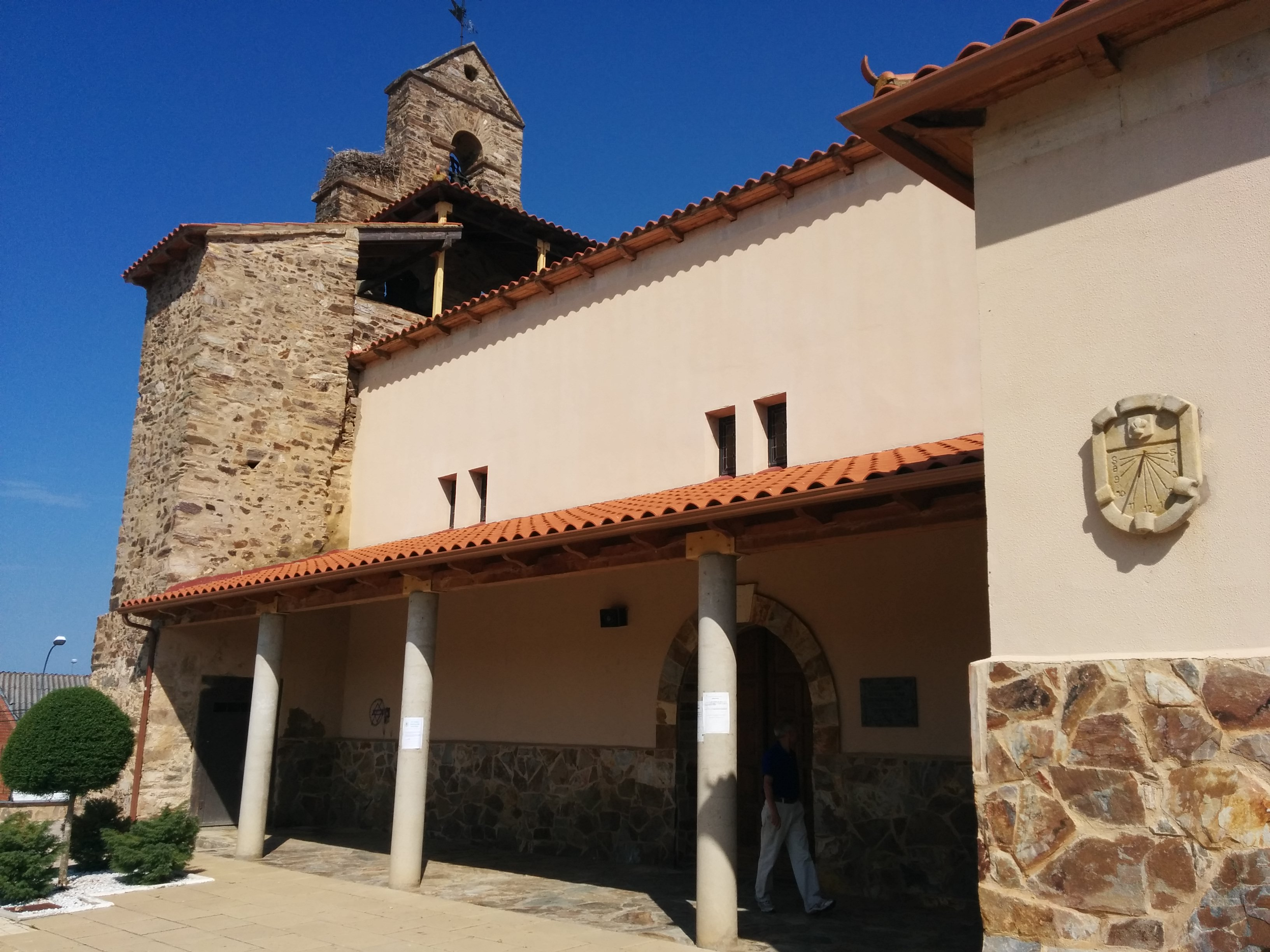
Iglesia

Valdefuentes del Páramo es un municipio y lugar español de la provincia de León, en la comunidad autónoma de Castilla y León. Está formado por el pueblo del mismo nombre y por la pedanía de Azares del Páramo. Situado entre Santa María del Páramo y La Bañeza, a unos 40 km de León.

## Demografía
Cuenta con una población de 306 habitantes (INE 2024).
| Gráfica de evolución demográfica de Valdefuentes del Páramo entre 1860 y 2021 |
| |
| Población de derecho según los censos de población del INE. Población de hecho según los censos de población del INE. En 1860 aparece este municipio porque se segrega de Villazala. |

## Cultivos
- Maíz - Zea mays
- Remolacha azucarera - Beta vulgaris subsp. vulgaris var. altissima